# Phare du cap Lévi
Le phare du cap Lévi est situé sur le territoire de Fermanville, dans le département de la Manche, en région Normandie.
Le cap Lévi ferme à l'est la rade de Cherbourg et est prolongé en mer par les hauts-fonds de Biéroc où se forment de puissants courants, le raz du cap Lévi. À la suite de nombreux naufrages, dont celui de la frégate La Résolue en juin 1833, la construction d'un phare est approuvée en mars 1851. Ce phare constitue le relais entre les phares de Goury et de Gatteville.
Deux phares y ont successivement été construits : le premier, achevé le 31 décembre 1858, est dynamité par l'armée allemande en juin 1944 ; le second, inscrit aux monuments historiques, a été allumé en juillet 1948.

## Historique

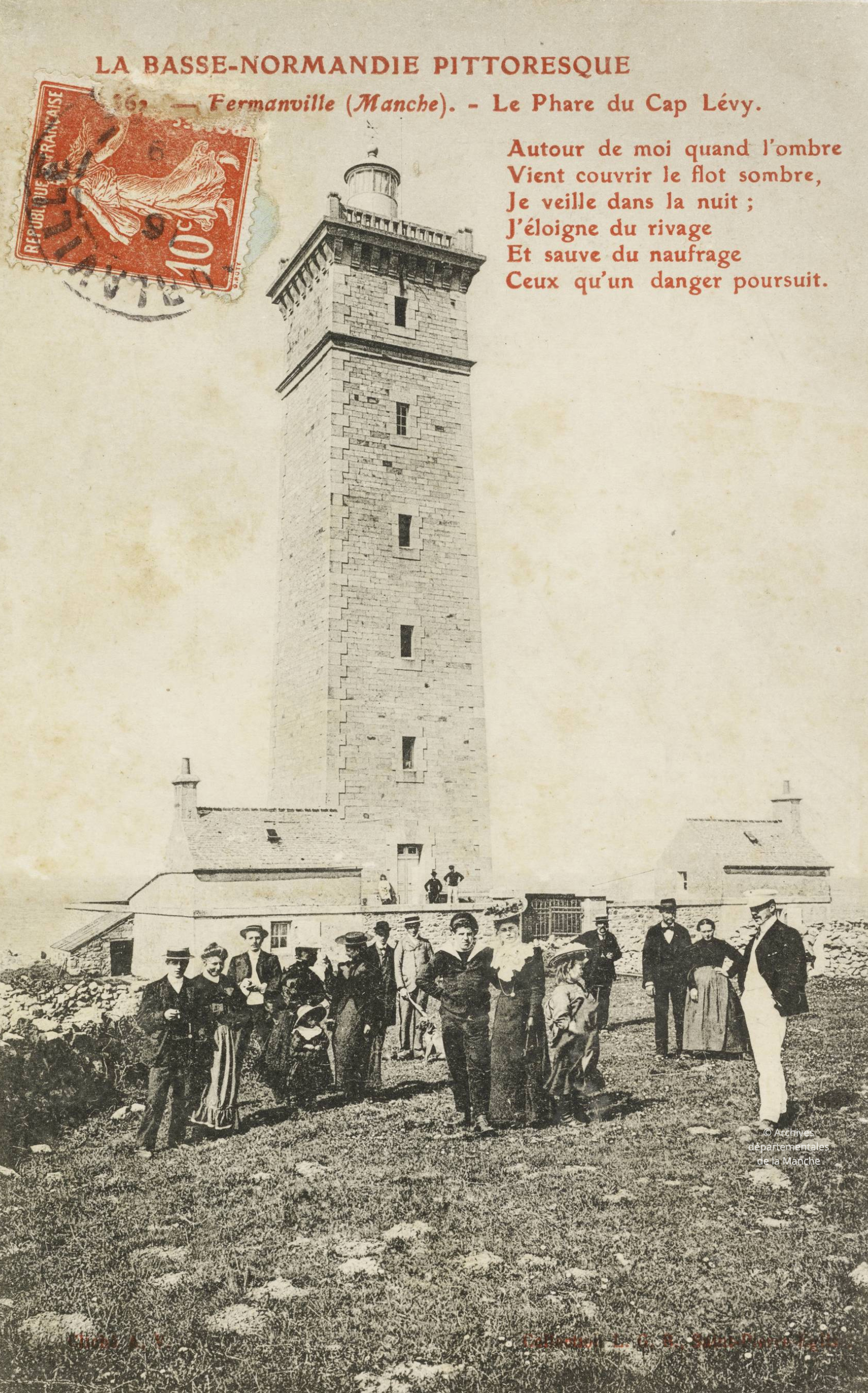
Premier phare du cap Lévi.

En 1850, l'ingénieur J. de Serry dessine, sous la supervision de  Charles-Félix Morice de la Rue une tour carrée en granite rose de Fermanville et gris de Montfarville. Sa hauteur est limitée à 31 mètres pour ne pas gêner la vue des guetteurs de la vigie située sur une petite hauteur environ 500 mètres en arrière. La construction commence au début de l'année 1854. En raison d'un conflit entre l'État et l'entrepreneur Lévesque portant sur le coût du chantier, le contrat est cassé en 1856, réattribué à l'entrepreneur Baude qui achève les travaux en 1858. Le phare est allumé le 31 décembre de cette année.
En 1901, avec l'installation d'une cuve à mercure permettant de faciliter le mouvement de la lanterne et donc d'en augmenter la puissance, la première optique à feu fixe blanc et éclats rouges est remplacé par une optique à éclats rouges d'une portée de 30 km par temps clair et 12 km par temps de brume. Après avoir utilisé comme combustible de l'huile végétale, puis minérale puis des vapeurs de pétrole, le phare est électrifié en 1937.
Pendant la Seconde Guerre mondiale, le phare est utilisé par la Kriegsmarine comme poste d'observation pour surveiller les pêcheurs. Son feu est démonté en 1941 et envoyé à Paris. À la fin du mois de juin 1944, les Allemands en déroute font exploser la tour. Les Allemands partis, un feu provisoire est mis en place sur les ruines, dans l'attente de la reconstruction.
Les plans du nouveau phare sont confiés aux architectes René Levavasseur et Jean-Paul et Jacques Chauliat, architectes parisiens. Ils gardent le principe de la base carrée mais en incurvant les faces vers l'intérieur. L'ouvrage est bâti, en 1947, 100 mètres en arrière de l'ancien phare et mesure 28 mètres de haut. Il est automatisé en 1975 et porte à 20 milles nautique.

## Caractéristiques

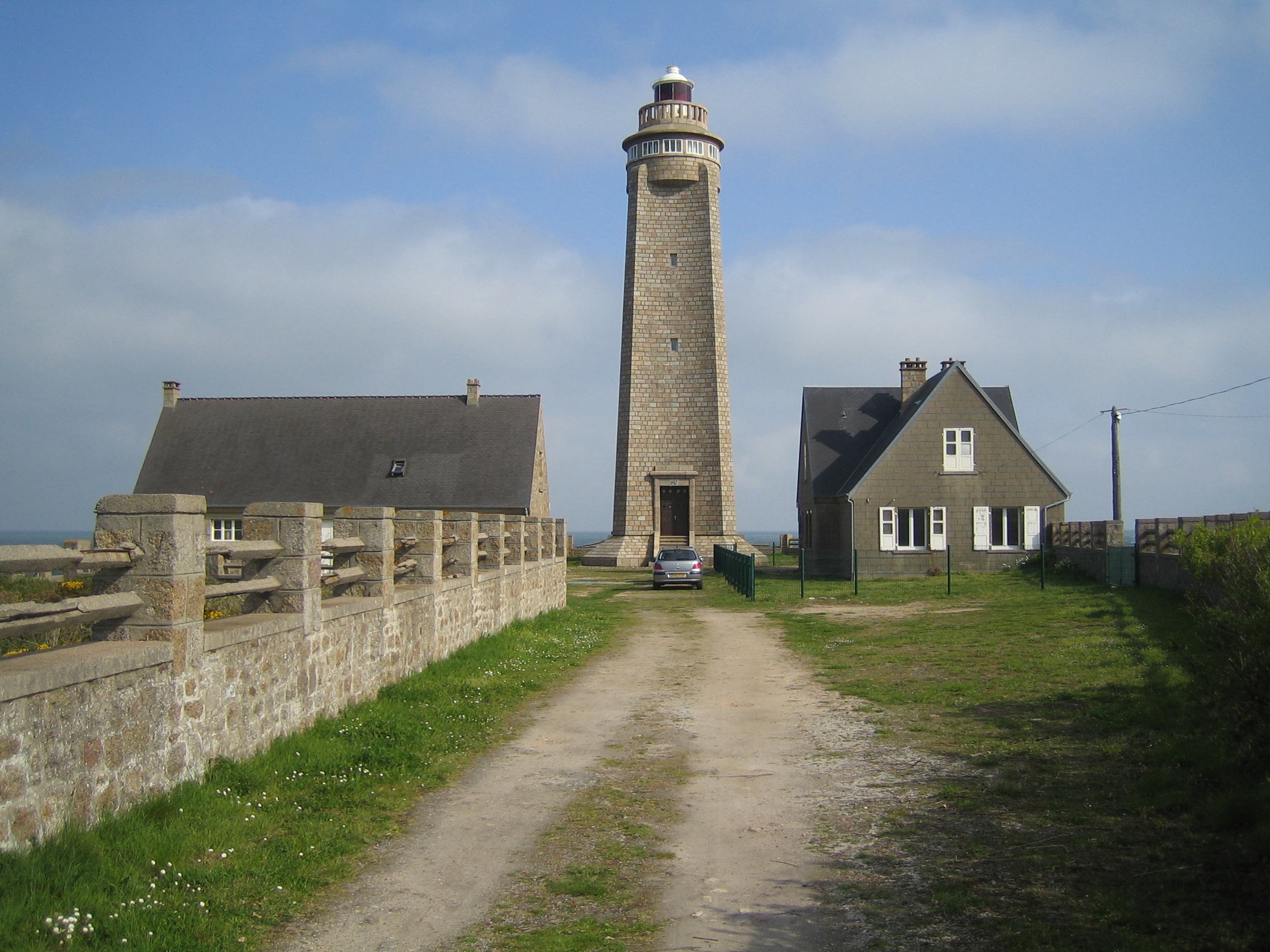
Phare du cap Lévi.

### Premier phare
Le premier phare du cap Lévi est une tour de forme quadrangulaire de 31 m de haut. Sur la face nord est accolée une tourelle demi-cylindrique abritant l'escalier. Le dernier de ses six étages comporte un couronnement en encorbellement, soutenant la lanterne abritée sous une coupole cylindrique de tôle et de vitrages rouges.
Le matériau utilisé est le granite rose de Fermanville (carrière de port Pignot) et le granite de Montfarville.
- Architecte : J. de Serry (1854)
- Constructeurs : Lévesque puis Baude
- Hauteur au dessus de la mer : 35 m
- Hauteur : 31,70 m
- Hauteur focale : 33 m
- Optiques
  - 1858 : feu fixe blanc à éclats rouges toutes les 3 minutes (4e ordre)
  - 1901 : feu à éclats rouges de 5 secondes, focale 0,25 m à quatre panneaux (3e ordre) / Installation de la cuve à mercure
- Électrification : 1937

### Second phare
Le second phare du cap Lévi est une tour de forme quadrangulaire à faces incurvées, concaves, maçonnées en pierre de granite rose. Le dernier étage est un couronnement circulaire vitré, au-dessus duquel est installée la lanterne. Les bâtiments d’habitation et d’exploitation sont séparés de la tour.
- Architecte : René Levavasseur et Jean-Paul et Jacques Chauliat
- Constructeurs : Clot
- Hauteur au dessus de la mer : 36,85 m
- Hauteur : 28 m
- Hauteur focale : 33 m
- Portée : 20 milles nautique
- Optiques 
  - 1948 : feu à éclats rouges de 5 secondes, focale 0,25 m à quatre panneaux (3e ordre)
  - actuel : feu à éclats rouges de 5 secondes, focale 0,375 m à quatre panneaux (3e ordre)
- Automatisation : 1975

## Protection aux monuments historiques
Le phare est inscrit au titre des monuments historiques par arrêté du 11 mai 2009,.